# Обикновена катерица
 Тази статия е за животното.  За селото в Северна България вижте Катерица (село).  
Обикновената катерица, наричана и верверица или веверица (Sciurus vulgaris), е вид дребен всеяден гризач от семейство Катерицови (Sciuridae), разпространен в горския пояс на Евразия.

## Общи сведения
Дължината на тялото с главата е 145 – 265 mm, а на опашката – 145 – 189 mm. Тежи 250 – 340 g. Дългата опашка помага на катерицата да пази равновесие, докато скача от клон на клон. Обикновената катерица има остри и закривени нокти, които ѝ помагат да се катери по дърветата.
Окраската се мени в зависимост от сезона и мястото. Козината през лятото е по-тънка и светла, а през зимата тя е по-дебела и тъмна. Козината на корема обаче винаги остава бяла. В България катериците в Странджа са светлокафяви, а тези от по-високите части на Рила – по-тъмни до червенокафяви. Космовидните кичурчета на върха на ушите се появяват само през зимата.

## Разпространение
Разпространена в горските и лесостепни райони, а на север достига до лесотундрата. Предпочита тъмните иглолистни гори.
Среща се в Европа, Сибир и Източна Азия – от Пиренейския полуостров и Англия до Камчатка и Манджурия. В България катерицата е разпространена в цялата страна, като е най-многобройна в гористите планински области.

## Начин на живот и хранене
Катериците са активни главно през деня. През зимата не изпадат в хибернация, но при студено време остават в гнездото си в продължение на дни. Възрастните екземпляри си изграждат по няколко гнезда, разположени на 3 до 15 m височина по дърветата. Те обикновено са построени от сухи клонки, застлани с мъх, шума или трева, имат диаметър 30 – 40 cm и 1 – 2 отвора с диаметър 5 – 8 cm. Понякога използват и кухини в дърветата. Катериците често сменят гнездата си, когато те се напълнят с паразити. Въпреки че са страхливи животни и живеят поединично, в едно гнездо може да се настанят няколко индивида, за да се топлят взаимно. Хранителните територии на индивидите често се застъпват.
Катерицата се храни със семена на шишарки, жълъди, филизи, гъби, лешници, орехи, ягоди; понякога с насекоми, птичи яйца, малки птици и мишки. Складира си храна за зимата, главно ядки или изсушени гъби.

## Размножаване
Чифтосва се през февруари – март и през юни – юли. Обикновено отглежда по 2 поколения годишно, които се състоят от по 5 – 10 малки. Бременността трае 35 – 40 дни. Майката отбива кърмачетата, когато станат на 45 – 50 дни, а на 55 – 60 дни малките напускат гнездото. Достигат полова зрялост на 6 месеца.